# 사즈카촌
사즈카촌(일본어: 佐束村)은 일본 시즈오카현 오가사군에 속했던 촌이다.

## 개요
메이지 정부가 추진한 메이지의 대합병에 따라 1889년에 시즈오카현 기토군에서 다카세촌, 오누키촌, 나카카타촌의 3촌이 합병해 사즈카촌이 설치되었다. 후에 기토군이 사야군과 합병해 오가사군이 신설되어 사즈카촌도 오가사군에 속하게 되었다. 그로부터 50년 정도는 촌의 영역에 변화는 없었지만, 태평양 전쟁이 한창이던 1943년 4월 1일에 오가사와군 이와나메촌과 합병해 신제 사즈카촌이 설치되었다. 전후 쇼와 시대의 대합병에 따라 1955년 1월 1일에 사즈카촌은 오가사군 히지카타촌과 합병하여 조토촌이 신설되었다.

## 지리
시즈오카현의 서쪽에 위치하고 있었다. 북쪽에 사카이 위치하고, 사즈카강이 남북으로 종단하고 있었다. 전역이 현재의 시즈오카현 가케가와시에 포함된다. 이와나메촌과 합병하기 전의 옛 사즈카촌만 6.00㎢에 이르고 있으며, 여기에 1.73㎢의 이와나메촌이 이 더해졌기 때문, 최종적인 촌역은 단순 계산으로 7.73㎢에 이른다.
사즈카산에서 바라보는 경치가 좋아 예전에는 벚꽃 명소로도 알려져 있었다.

## 역사
- 1889년 4월 1일 - 정촌제 시행에 의해 사야군 사즈카촌이 성립하였다.
- 1896년 4월 1일 - 사야군, 기토군이 합병해, 오가사군이 신설되었다.
- 1955년 1월 1일 - 사즈카촌, 히가시타촌과 합병해 기토촌이 신설되었다.

## 행정
이와나메촌과 합병 전의 구 사즈카촌은 타카세, 오누키, 나카가타의 3개의 오아자로 구성되어 있고, 사즈카 촌사무소는 다카세에 설치되어 있었다. 1943년에 이와나메촌과의 합병으로 이와나메촌의 촌역이 그대로 이와나메라는 오아자로 추가되었기 때문에 이후에는 4개의 오아자로 구성되게 되었다.